# Wapen van Tjalleberd

Wapen van Tjalleberd

Het wapen van Tjalleberd is het dorpswapen van het Nederlandse dorp Tjalleberd, in de Friese gemeente Heerenveen. Het wapen werd in de huidige vorm in 2000 geregistreerd.

## Geschiedenis
Het wapen is afkomstig van een avondmaalsbeker van de kerk van Tjalleberd. Deze beker is afkomstig uit de 17e eeuw. Daar de wapens spreuken in Latijn bevatten, zou de auteur mogelijk een geestelijke kunnen zijn. De eg zou duiden op het rechthuis dat in Tjalleberd stond daar een eg alles effent. Hoewel het wapen reeds langer bekend was, werd het in 2000 officieel geregistreerd op initiatief van plaatselijk belang.

## Beschrijving
De blazoenering van het wapen luidt als volgt:
In groen een eg van goud, met 16 punten van zilver, de eg geplaatst als een ruit. Wapenspreuk: op een groen lint in witte kapitalen: "Justitia" (Recht of Gerechtigheid).
De heraldische kleuren zijn: sinopel (groen), goud (goud) en zilver (zilver).

## Zie ook

Wapen van Gersloot
Wapen van Gersloot-Polder
Wapen van Luinjeberd
Wapen van Terband